# Heteropsis angulifascia
Heteropsis angulifascia is een vlinder uit de familie van de Nymphalidae, uit de onderfamilie van de Satyrinae. De wetenschappelijke naam van deze soort is voor het eerst voorgesteld als Pseudonympha angulifascia door Arthur Gardiner Butler in een publicatie uit 1879.
Deze soort is endemisch op Madagaskar waar hij werd waargenomen nabij  Antananarivo. Zijn leefomgeving zijn bossen.